# Armous-et-Cau
Armous-et-Cau is een gemeente in het Franse departement Gers (regio Occitanie) en telt 95 inwoners (2009). De plaats maakt deel uit van het arrondissement Mirande.

## Geografie
De oppervlakte van Armous-et-Cau bedraagt 9,1 km², de bevolkingsdichtheid is dus 10,4 inwoners per km².

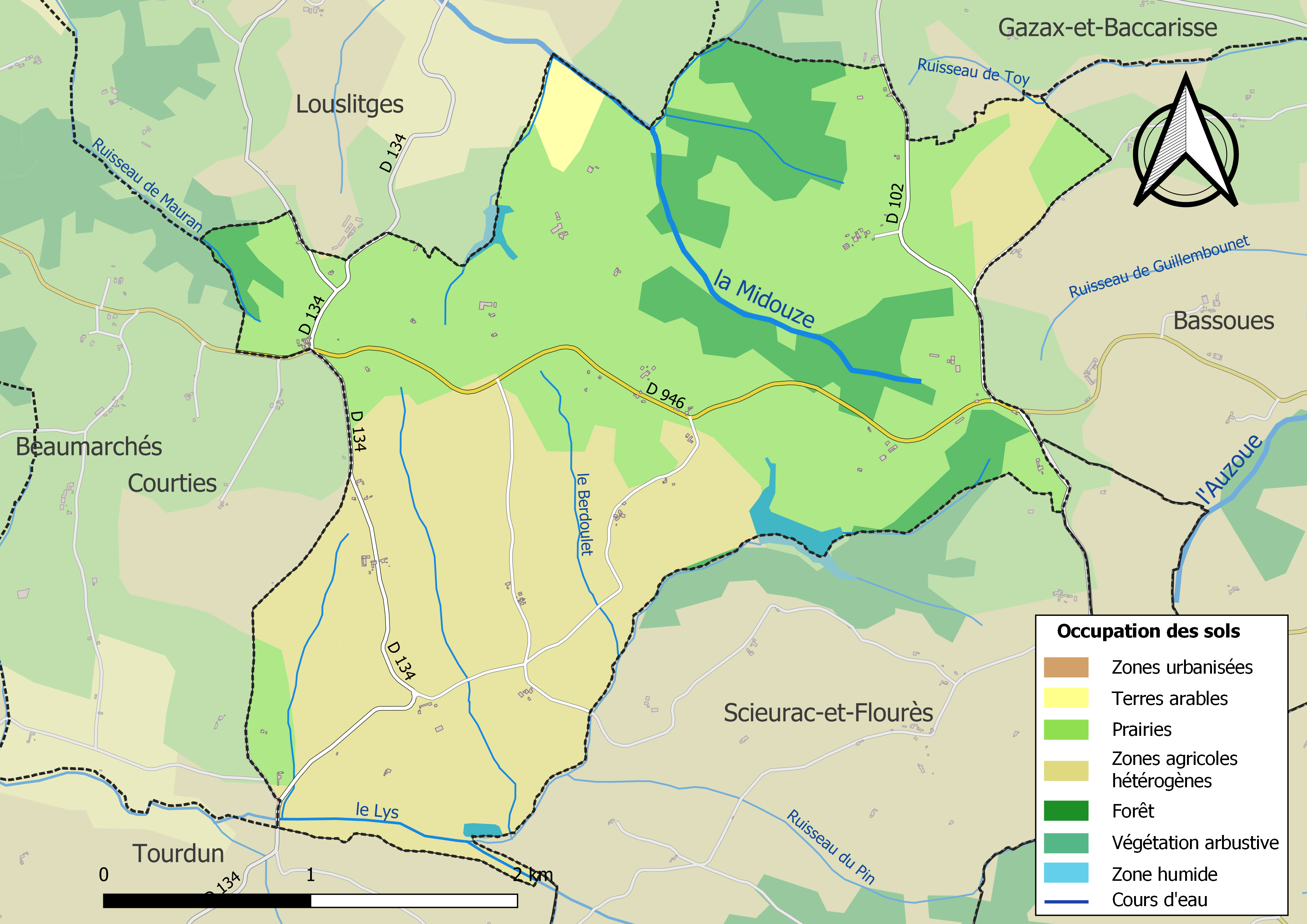
Kaart van de gemeente met belangrijkste infrastructuur, bodemgebruik en omliggende gemeenten

## Demografie
Onderstaande figuur toont het verloop van het inwonertal (bron: INSEE-tellingen).